# 汝南公主

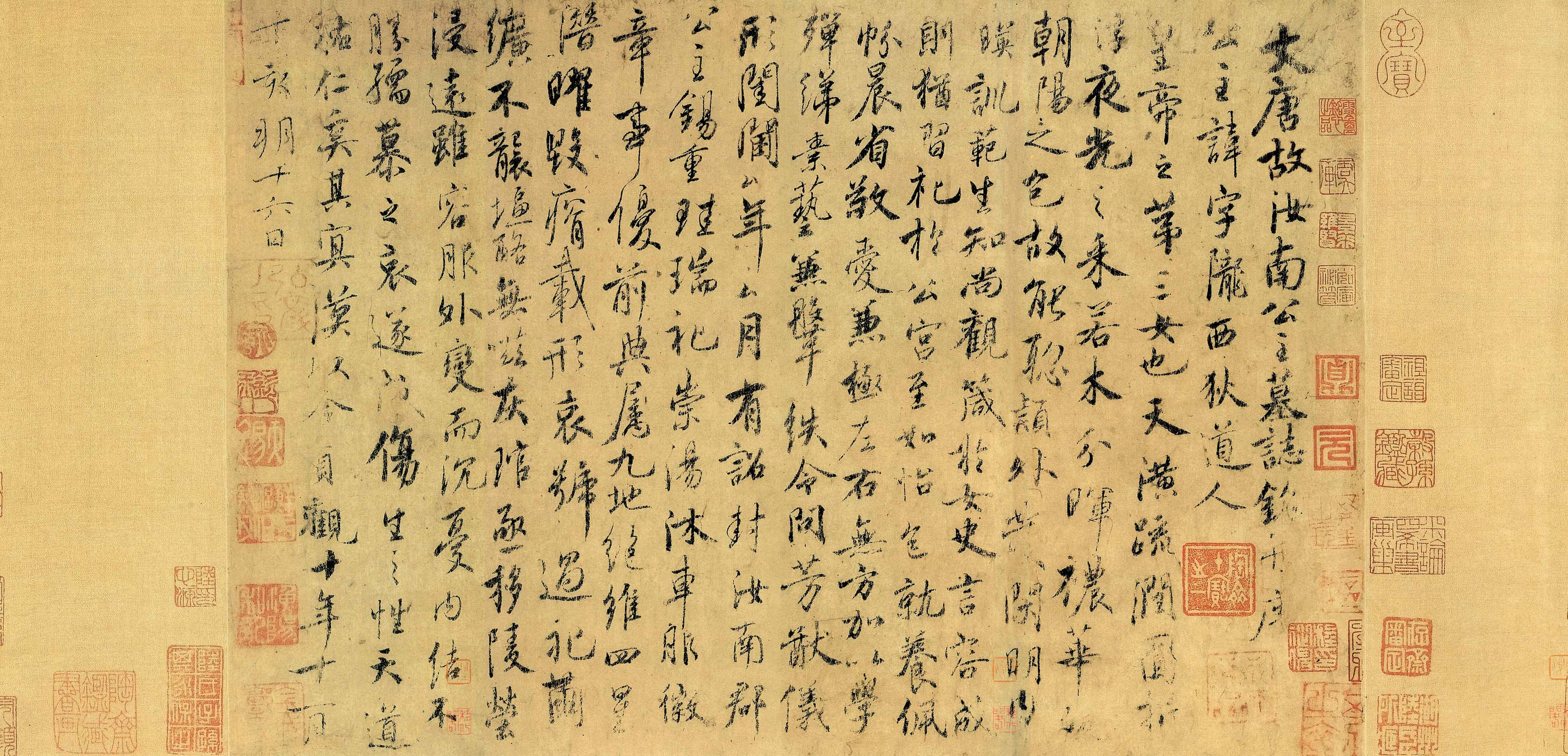
《汝南公主墓志》，现藏上海博物馆

汝南公主（7世纪—636年），名不详，中国唐朝皇帝唐太宗李世民的女儿（墓志称太宗第三女），母不详。公主早逝，陪葬昭陵。
关于汝南公主的史料较少，《新唐书》只记有“汝南公主，蚤薨。”六个字。今有称为《汝南公主墓志》的书法作品传世。作品无属名，传为虞世南所做。最后落款的日期为贞观十年十一月十六。

## 传记资料
- 《新唐書》卷八十三·列传第八·公主传
- 《汝南公主墓志》

公主讳，字，陇西狄道人。
皇帝之第三女也。天潢疏润，圆折浮夜光之采；若木分晖，秾华照朝阳之色。故能聪颖外发，闲明内映，训范生知，尚观箴于女史；言容成则，犹习礼于公宫。至如怡色就养，佩帉晨省，敬爱兼极，左右无方。加以学殚绨素，艺兼鞶紩，令问芳猷，仪形闺阃。厶年厶月，有诏封汝南郡公主。锡从珪瑞，礼崇汤沐，车服徽章，事忧前典。属九地绝维，四星潜曜，毁瘠载形，哀号过礼，茧纩不袭，壃酪无嗞，灰琯亟移，陵茔浸远，虽容服外变，而沉忧内结，不胜孺慕之哀，遂成伤生之性，天道佑仁，奚起冥漠，以今贞观十年十一月丁亥朔十六日。